# Seznam českých tenistek
Seznam profesionálních tenistek hrajících za Česko.
| Jméno               | Obrázek             | Datum narození     | Místo narození    | Nejvyšší umístění v žebříčku ve dvouhře | Nejvyšší umístění v žebříčku ve čtyřhře |
| ------------------- | ------------------- | ------------------ | ----------------- | --------------------------------------- | --------------------------------------- |
| Nikola Bartůňková   |                     | 25. února 2006     | ?                 | 267                                     | 442                                     |
| Dája Bedáňová       |                     | 9. března 1983     | Ostrava           | 16                                      | 34                                      |
| Sára Bejlek         | Sára Bejlek         | 31. ledna 2006     | ?                 | 155                                     | 671                                     |
| Eva Birnerová       | Eva Birnerová       | 14. srpna 1984     | Duchcov           | 59                                      | 52                                      |
| Radka Bobková       |                     | 12. února 1973     | Praha             | 47                                      | 59                                      |
| Kateřina Böhmová    |                     | 18. listopadu 1986 | Ostrava           | 107                                     | 214                                     |
| Martina Borecká     |                     | 19. března 1991    | Brandýs nad Labem | 553                                     | 402                                     |
| Marie Bouzková      | Marie Bouzková      | 21. července 1998  | Praha             | 24                                      | 24                                      |
| Lenka Cenková       |                     | 24. ledna 1977     | Třinec            | 95                                      | 105                                     |
| Petra Cetkovská     | Petra Cetkovská     | 8. února 1985      | Prostějov         | 25                                      | 91                                      |
| Petra Černošková    | Petra Černošková    | 27. června 1970    | Prostějov         | 53                                      | 35                                      |
| Anastasia Dețiuc    |                     | 14. prosince 1998  | Moldavsko         | 352                                     | 76                                      |
| Brenda Fruhvirtová  | Brenda Fruhvirtová  | 2. dubna 2007      | Praha             | 128                                     | 549                                     |
| Linda Fruhvirtová   | Linda Fruhvirtová   | 1. května 2005     | Praha             | 49                                      | 221                                     |
| Lucie Havlíčková    | Lucie Havlíčková    | 13. března 2005    | Praha             | 196                                     | 336                                     |
| Andrea Hlaváčková   | Andrea Hlaváčková   | 10. srpna 1986     | Plzeň             | 58                                      | 3                                       |
| Lucie Hradecká      | Lucie Hradecká      | 21. května 1985    | Praha             | 41                                      | 4                                       |
| Gabriela Knutson    |                     | 21. dubna 1997     | Sacramento        | 227                                     | 270                                     |
| Miriam Kolodziejová | Miriam Kolodziejová | 11. dubna 1997     | Most              | 247                                     | 42                                      |
| Klára Koukalová     | Klára Koukalová     | 24. února 1982     | Praha             | 20                                      | 31                                      |
| Barbora Krejčíková  | Barbora Krejčíková  | 18. prosince 1995  | Brno              | 2                                       | 1                                       |
| Petra Kvitová       | Petra Kvitová       | 8. března 1990     | Bílovec           | 2                                       | 196                                     |
| Tereza Martincová   | Tereza Martincová   | 24. října 1994     | Praha             | 40                                      | 77                                      |
| Karolína Muchová    | Karolína Muchová    | 21. srpna 1996     | Olomouc           | 16                                      | 222                                     |
| Linda Nosková       | Linda Nosková       | 17. listopadu 2004 | Vsetín            | 45                                      | 160                                     |
| Jana Novotná        | Jana Novotná        | 2. října 1968      | Brno              | 2                                       | 1                                       |
| Barbora Palicová    | Barbora Palicová    | 11. března 2004    | ?                 | 200                                     | 368                                     |
| Květa Peschkeová    | Květa Peschkeová    | 9. července 1975   | Bílovec           | 26                                      | 1                                       |
| Karolína Plíšková   | Karolína Plíšková   | 21. března 1992    | Louny             | 1                                       | 11                                      |
| Kristýna Plíšková   | Kristýna Plíšková   | 21. března 1992    | Louny             | 35                                      | 44                                      |
| Kateřina Siniaková  | Kateřina Siniaková  | 10. května 1996    | Hradec Králové    | 31                                      | 1                                       |
| Anna Sisková        | Anna Sisková        | 1. července 2001   | ?                 | 236                                     | 104                                     |
| Kateřina Sisková    |                     | 20. února 1974     | ?                 | 58                                      | 104                                     |
| Barbora Strýcová    | Barbora Strýcová    | 28. března 1986    | Plzeň             | 16                                      | 1                                       |
| Helena Suková       | Helena Suková       | 23. února 1965     | Praha             | 4                                       | 1                                       |
| Lucie Šafářová      | Lucie Šafářová      | 4. února 1987      | Brno              | 5                                       | 1                                       |
| Markéta Vondroušová | Markéta Vondroušová | 28. června 1999    | Sokolov           | 10                                      | 42                                      |
| Renata Voráčová     | Renata Voráčová     | 6. října 1983      | Zlín              | 74                                      | 29                                      |